# Лурмель (станция метро)
Лурмель (фр. Lourmel) — станция линии 8 Парижского метрополитена, расположенная в XV округе Парижа. Названа по одноимённой улице (фр. Rue de Lourmel), пересекающей над станцией авеню Феликс Фор, получившей своё имя в честь французского генерала Фридерика Анри Ле Нормана де Лурмеля, погибшего во время Инкерманского сражения в ходе осады Севастополя 1854—1855 годов.

## История
- Станция открылась 27 июля 1937 года в составе пускового участка Ла Мотт-Пике — Гренель — Балар, заменившего собой участок Ла Мотт-Пике — Гренель — Порт д'Отёй, перешедший в состав линии 10 в результате реорганизации линий метро на левом берегу Парижа.
- Пассажиропоток по станции по входу в 2011 году, по данным RATP, составил 2 441 226 человек[3]. В 2013 году этот показатель вырос до 2 483 440 пассажиров (223 место по уровню входного пассажиропотока в Парижском метро)[4].

## Путевое развитие
Станция состоит из трёх путей и двух платформ. Крайний восточный путь — тупиковый, предназначен только для отстоя состава. Из восточной горловины станции начинается служебная соединительная ветвь в ателье де Жавель, обслуживающее линию 8. К юго-западу от станции располагается пошёрстный съезд.

## Галерея

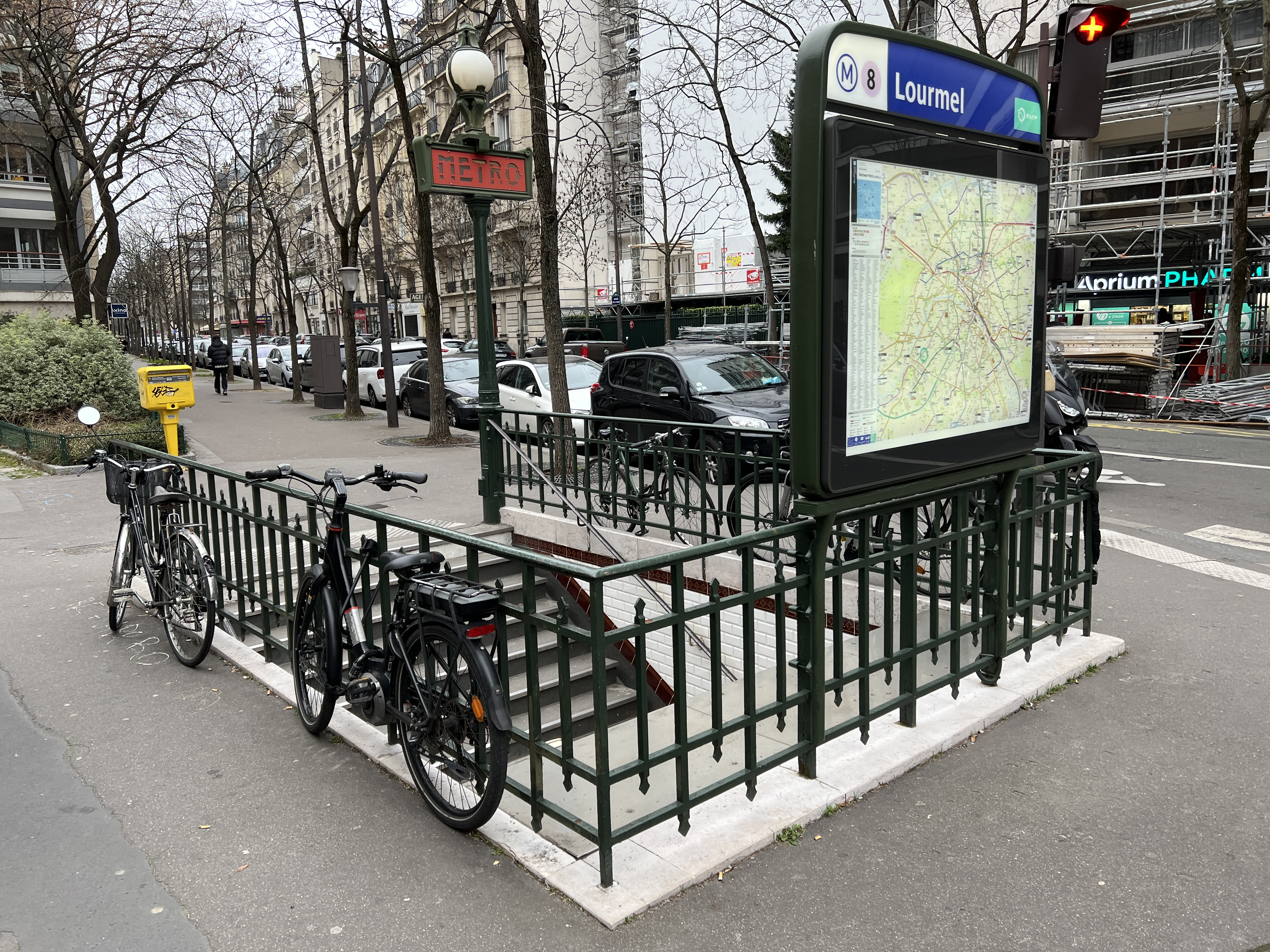
Вход
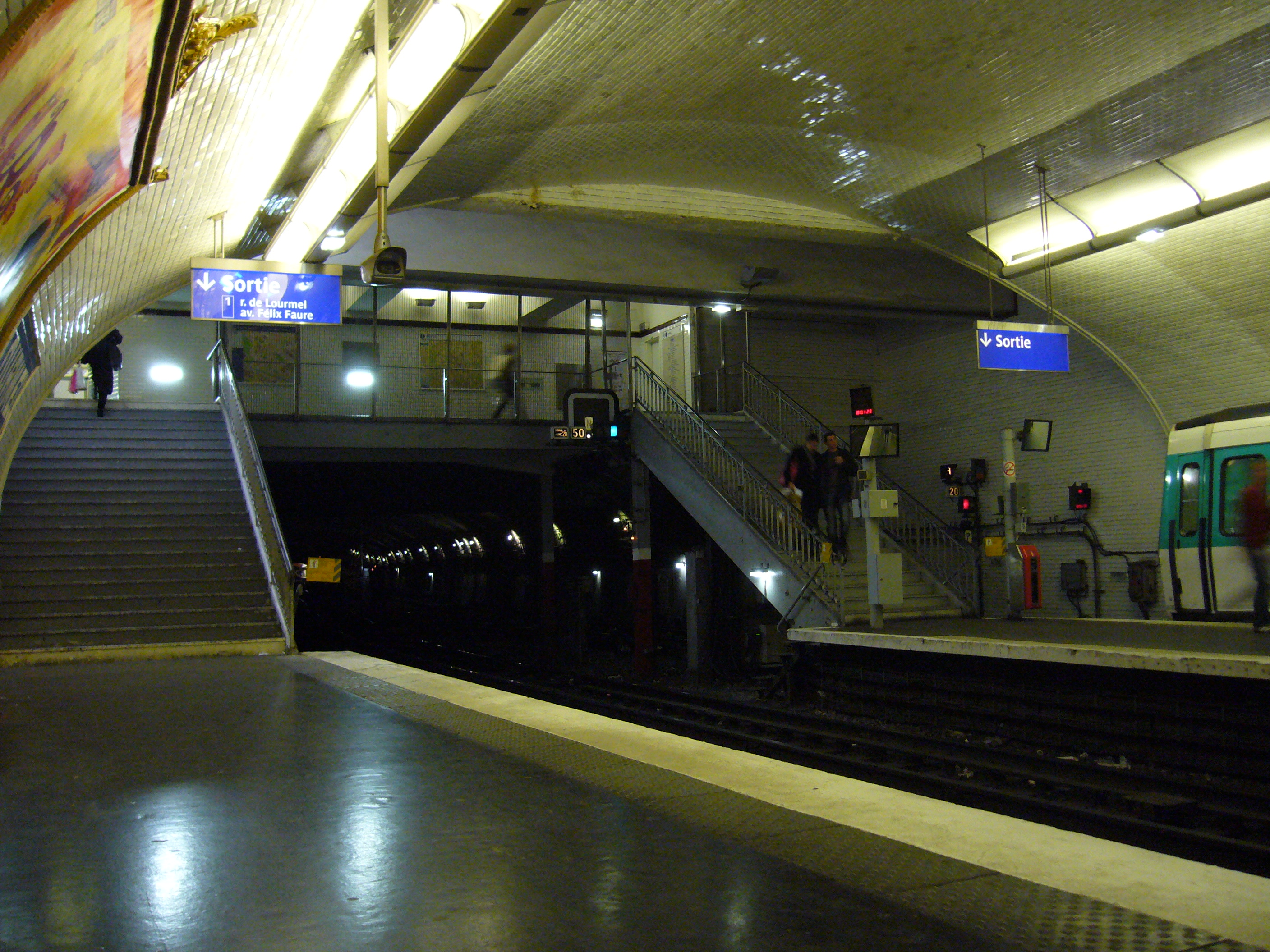
Лестничные сходы
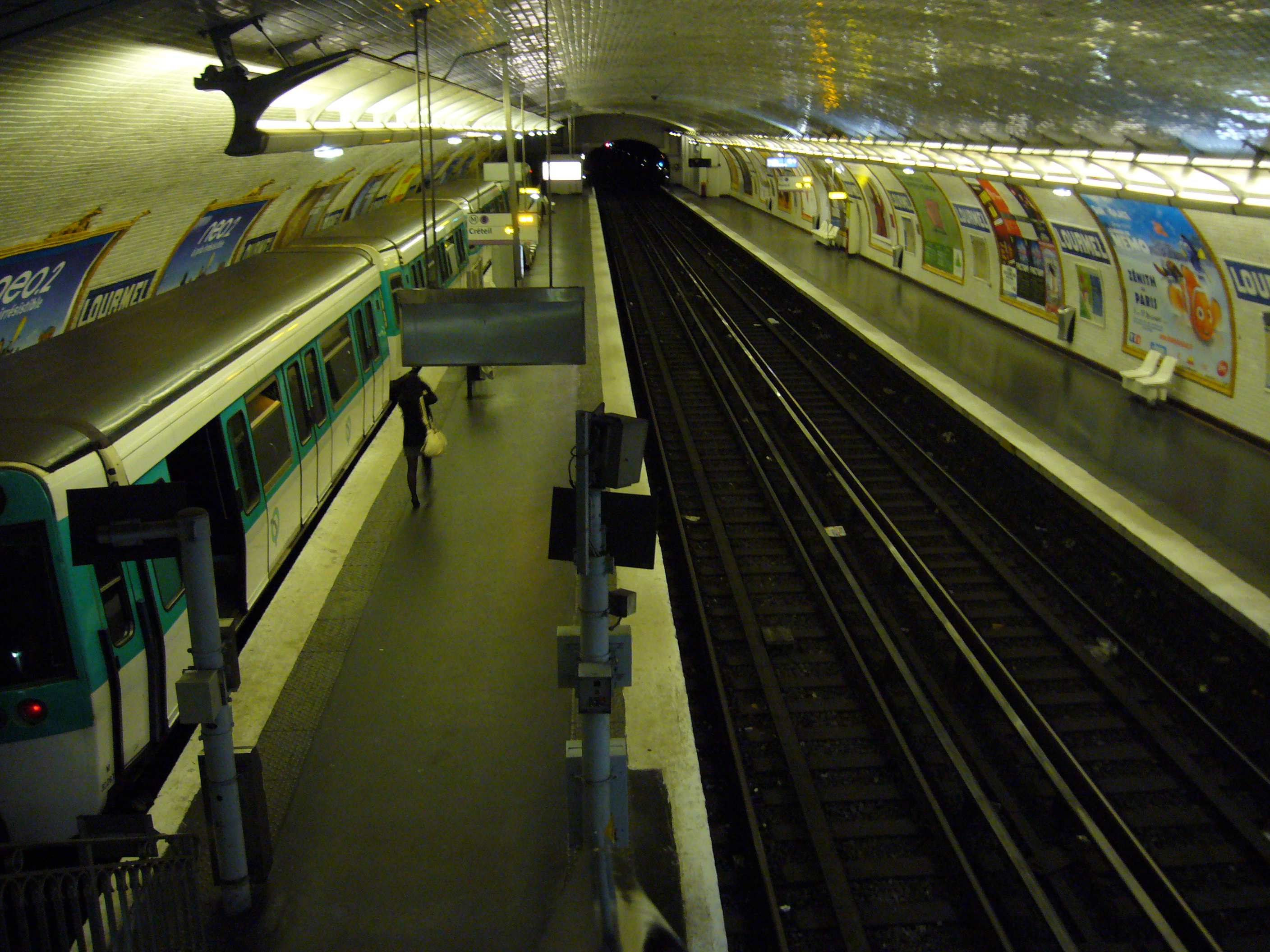
Вид на станцию с лестничного схода
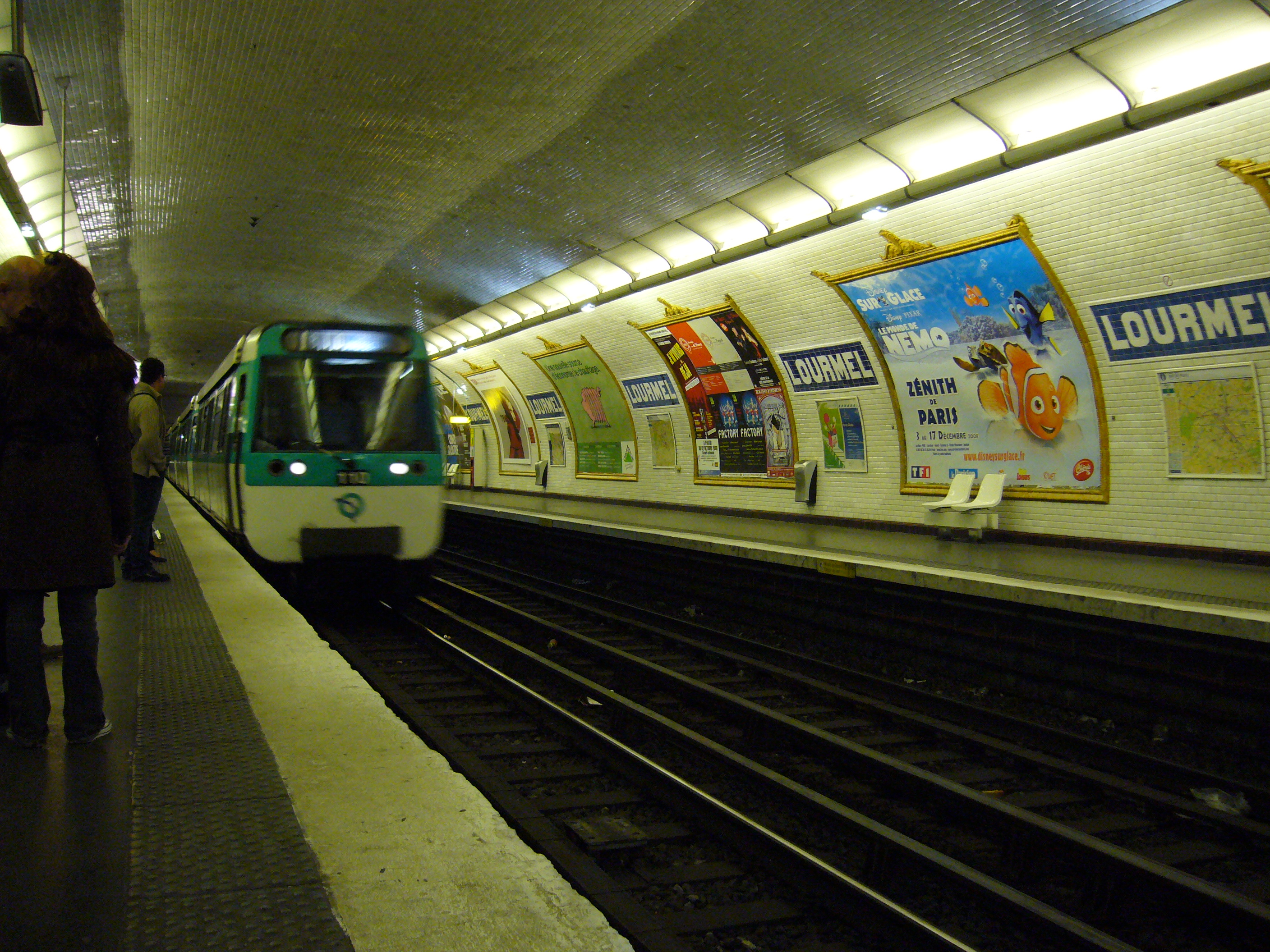
Прибытие поезда в сторону Кретея